# Laguna del Cerrito
Laguna del Cerrito är en ort i Mexiko.   Den ligger i kommunen Tulancingo de Bravo och delstaten Hidalgo, i den sydöstra delen av landet, 120 km nordost om huvudstaden Mexico City. Laguna del Cerrito ligger 2 150 meter över havet och antalet invånare är 264.
Terrängen runt Laguna del Cerrito är platt åt nordväst, men åt sydost är den kuperad. Runt Laguna del Cerrito är det tätbefolkat, med 530 invånare per kvadratkilometer. Närmaste större samhälle är Tulancingo, 9,6 km söder om Laguna del Cerrito. Omgivningarna runt Laguna del Cerrito är en mosaik av jordbruksmark och naturlig växtlighet.